# Stronghold Legends
Stronghold Legends é um jogo eletrônico lançado pela Firefly Studios do gênero estratégia em tempo real beaseada em castelos. Ele segue a série Stronghold.

## Jogabilidade
Ao contrário dos outros jogos da série, Legends dá ao jogador a escolha de diferentes governantes com diferentes tipos de exércitos (incluindo o Rei Artur e seus cavaleiros da távola redonda, Conde Vlad Drácula, e Siegfried de Xantem). Outros características novas incluem um modo multi-jogador cooperativo contra adversários controlados pelo computador e a escolha entre diferentes opções de jogo para se jogar online (Death-match, King of the Hill, Guerra econômica e Capture a Bandeira).
|  |

|  |

### Unidades especiais
Cada facção possuí grupos de unidades exclusivas. A maioria das unidades especiais têm suas próprias habilidades únicas, que devem ser carregadas após usadas. Dragões também estão disponíveis em cada facção, mas estes possuem uma vida útil definida. Todas as outras unidades especiais ficam no mapa até morrer. No modo história, por exemplo, o Rei Artur pode fazer uso da Torre de Gelo ao invés da Távola Redonda para um jogo mais balanceado.

### Outras unidades
- Não há mais lanceiros (mas eles são substituídos por soldados), cavaleiros arqueiros, cavalaria leve, berserkers, ladrões, monges ou assassinos.
- Bandidos podem ser convocados tanto para prestar assistência ao jogador humano como para se opor a ele se o oponente for mais leal.
- Barcos guerreiros pictos estão sempre contra você nas missões (exceto em algumas das missões da trilha de lendas onde eles são enviados como reforços).

### Diferenças com Stronghold 2
Este jogo parece ser uma versão reprocessada do jogo anterior, pra quem vê à primeira vista. No entano, jogando o jogo mais intensamente descobre-se que os gráficos foram consideravelmente melhorados e algumas músicas novas foram adicionadas. Mais unidades estão disponíveis, embora muitas características foram perdidas totalmente, tais como o crime. O jogo foi consideraedo pela maioria 'mais pessoal' e mais 'inovador', mas o jogo não havia tido muita divulgação. No entanto, ele foi incluído no intervalo de jogos da Mastertronic no Reino Unido, demonstrando a sua popularidade.